# ام سهوین
ام سهوین یک منطقهٔ مسکونی در الجزایر است که در ناحیه الوادی واقع شده‌است. ام سهوین ۸۵ متر بالاتر از سطح دریا واقع شده‌است.